# Cases del carrer de Josep Paris, 1 i 5 (Tiana)
Les cases del carrer de Josep Paris, 1 i 5 són uns edificis de Tiana (Maresme) inclosos a l'Inventari del Patrimoni Arquitectònic de Catalunya.

## Descripció

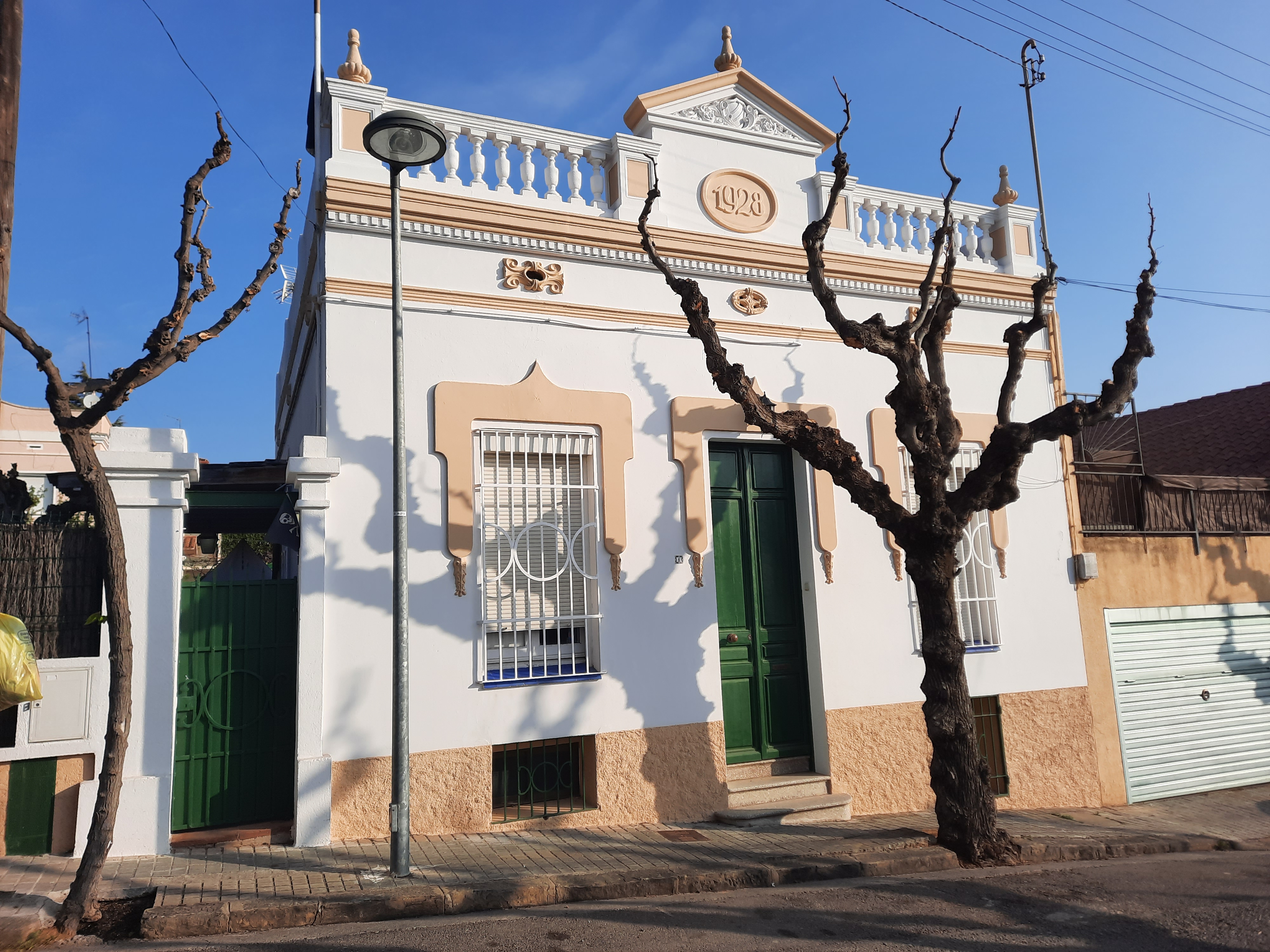
La casa del número 1, de 1928

Són edificis civils, es tracta de dues cases de característiques molt similars, molt senzilles pel que fa la seva estructura: planta baixa, golfes i soterrani, a causa del desnivell del terreny. El seu interès recau en l'ornamentació de tipus neoclàssic del coronament dels edificis. En ambdós edificis destaca un frontó central amb elements vegetals decoratius a l'interior. Els angles estan rematats per hídries i elements gallonats.
La diferència fonamental entre els edificis és que el que es construí l'any 1928 té una balustrada neoclàssica que tanca un terrat i l'edifici de l'any 1934 està cobert per una teulada de dos vessants.